# Repty Śląskie
Repty Śląskie – dzielnica Tarnowskich Gór, utworzona w 1998 roku. Obejmuje obszar miejscowości Repty (składającej się ze Starych i Nowych Rept'), włączonej w granice miasta Tarnowskie Góry w 1973 roku.

## Nazwa
Toponomastycy nazwę Repty wywodzą od staropolskiego czasownika reptać oznaczającego ‘szemrać’, ‘szumieć’, sugerując związek z przepływającą przez te tereny rzeką Dramą. Istnieje jednak również hipoteza głosząca pochodzenie nazwy Rept od właścicieli – Reptów. Wówczas byłaby to nazwa rodowa.
Johann Knie w wykazie miejscowości Śląska z 1830 roku podaje równocześnie polskie i niemieckie formy nazw obu miejscowości: wsi Stare Repty – Alt-Repten oraz jej ówczesnej kolonii Nowe Repty – Neu-Repten.

## Historia

### Stare Repty

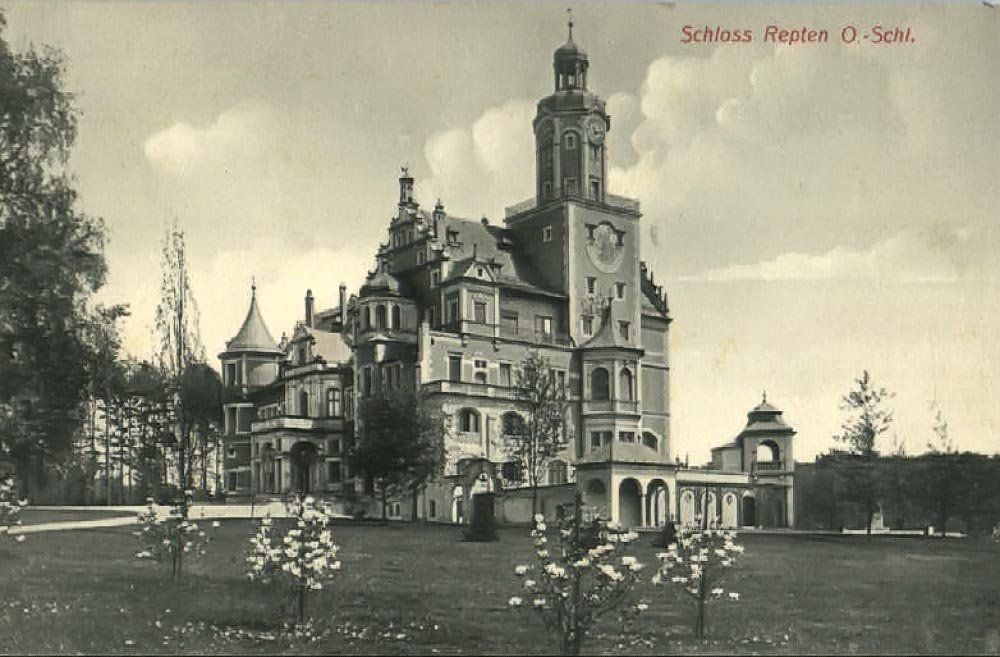
Nieistniejący pałac w Reptach, niemiecka pocztówka

Stare Repty (niem. Alt Repten) to miejscowość, średniowieczna wieś, najstarsza część dzisiejszych Tarnowskich Górach. Pierwsza wzmianka pochodzi z bulli papieża Innocentego III z 12 sierpnia 1201 roku . Należała wówczas do klasztoru norbertanów we Wrocławiu. Parafia repecka pw. św. Mikołaja obejmowała praktycznie cały teren dzisiejszego miasta Tarnowskie Góry. Jej pierwszym znanym proboszczem był Witoslaus, wymieniony w dokumencie z 1326 roku w spisie parafii dekanatu sławkowskiego w diecezji krakowskiej.
Na przełomie XV i XVI wieku wieś należała do rodziny Wrochemów. Na początku XVII w. dziedzicem Rept był już Jerzy Ibram z Suchej na Reptach (sędzia ziemski państwa bytomskiego) W połowie XVIII wieku na wschód od osady powstały Nowe Repty.
W 1824 roku Repty przeszły na własność rodziny Henckel von Donnersmarck ze Świerklańca. Kolejnymi właścicielami wsi, a później tylko majątku ziemskiego i zamku byli:
- Karol Łazarz Henckel von Donnersmarck (1824–1848)
- Guido Henckel von Donnersmarck (1848–1916)
- Kraft Henckel von Donnersmarck (1916–1945)

Po plebiscycie została przyłączona do Polski w 1922 roku. W latach 1945–1954 siedziba gminy Repty Stare.

### Nowe Repty
Nowe Repty (niem. Neu Repten) to miejscowość, pierwotnie kolonia Rept (Starych). Została założona w 1748 roku, tuż po przejściu historycznego Śląska pod władzę Prus. Aż do początku XX wieku stanowiła osobną wieś i gminę. Około 1925 roku na wschód od wsi działała kopalnia „Segiet”. Po plebiscycie została przyłączona do Polski w 1922 roku.
W okresie międzywojennym w miejscowości stacjonowała placówka Straży Granicznej I linii „Repty Nowe”.
W latach 1945–1954 wchodziły w skład gminy Repty Stare.
Obecnie umowną granicę pomiędzy Starymi a Nowymi Reptami stanowi ulica Gliwicka (dawniej granica między gminami przebiegała polami na zachód od tej ulicy). W 1973 roku obie wsie (jako części gromady Repty) zostały włączone do Tarnowskich Gór.

## Herb
Według statutu dzielnicy Repty Śląskie do 2015 roku herbem dzielnicy był:

(...) figura biskupa w białej albie, ze złotym ornatem, pastorałem i infułą, na niebieskim polu.

## Zabytki
Zabytkowe obiekty na terenie dzielnicy pochodzą w większości z XIX oraz I połowy XX wieku. Park Repecki (dawny zwierzyniec) oraz kościół świętego Mikołaja wpisane są do rejestru zabytków województwa śląskiego, natomiast inne obiekty, głównie zabytkowe domy mieszkalne zlokalizowane przy ulicy Gliwickiej, Witosa i Żeromskiego, a także Źródełko Młodości w Starych Reptach, figurują w gminnej ewidencji zabytków Tarnowskich Gór.

### Park w Reptach

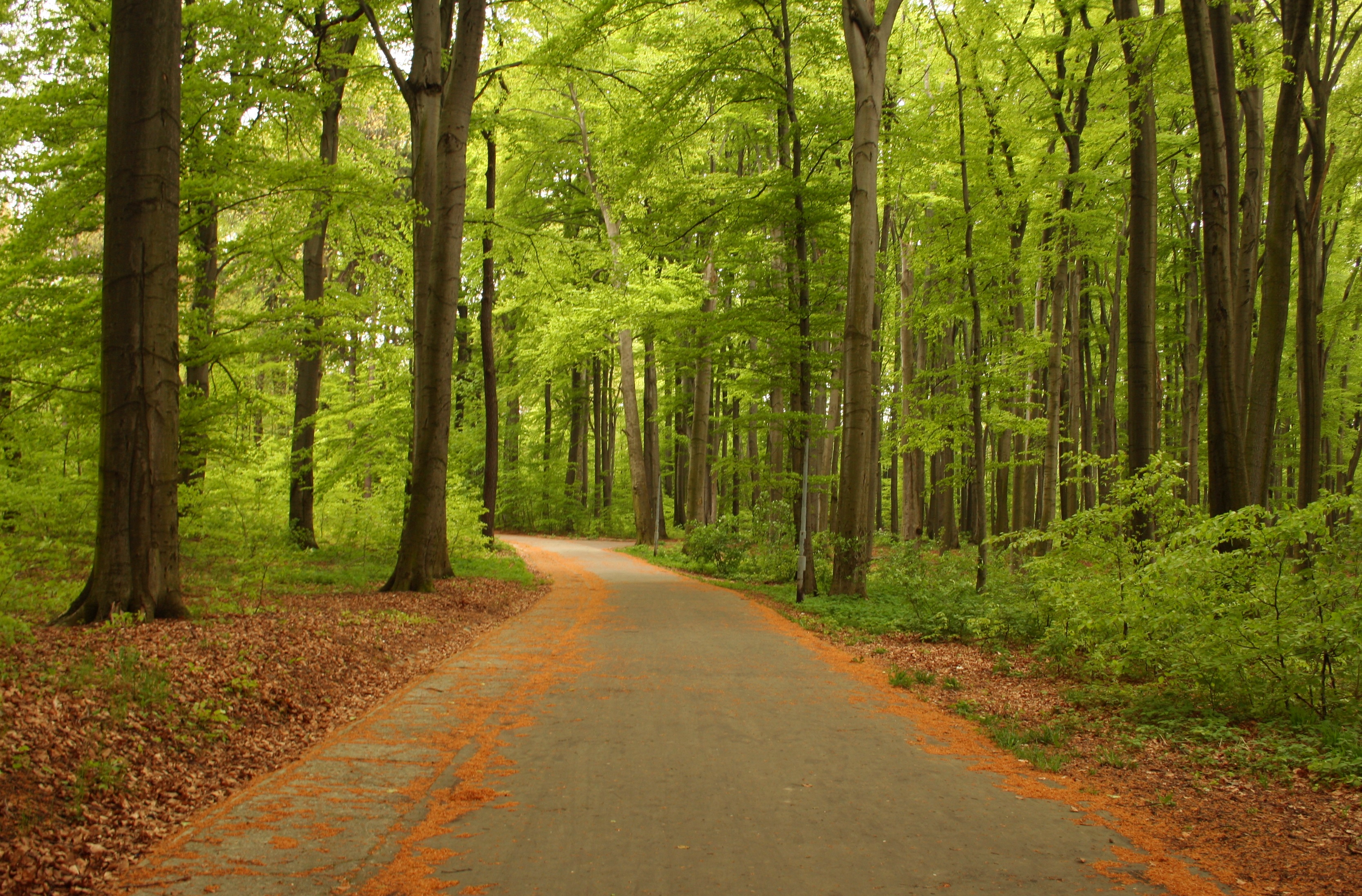
Spacerowa alejka w Parku Repeckim prowadząca do Sztolni Czarnego Pstrąga

W północno-zachodniej części dzielnicy znajduje się zespół przyrodniczo-krajobrazowy „Park w Reptach i dolina rzeki Dramy” (obejmujący głównie Park Repecki wpisany do rejestru zabytków; nr rej. A/660/66 z 30 grudnia 1966 roku). Na jego terenie usytuowane są Sztolnia Czarnego Pstrąga (udostępniony do zwiedzania przez turystów fragment Głębokiej Sztolni „Fryderyk”), Górnośląskie Centrum Rehabilitacji „Repty”, Salezjański Ośrodek Szkolno-Wychowawczy, a także stadion klubu TS Tarnowiczanka Stare Tarnowice oraz stary amfiteatr.

### Kościół św. Mikołaja

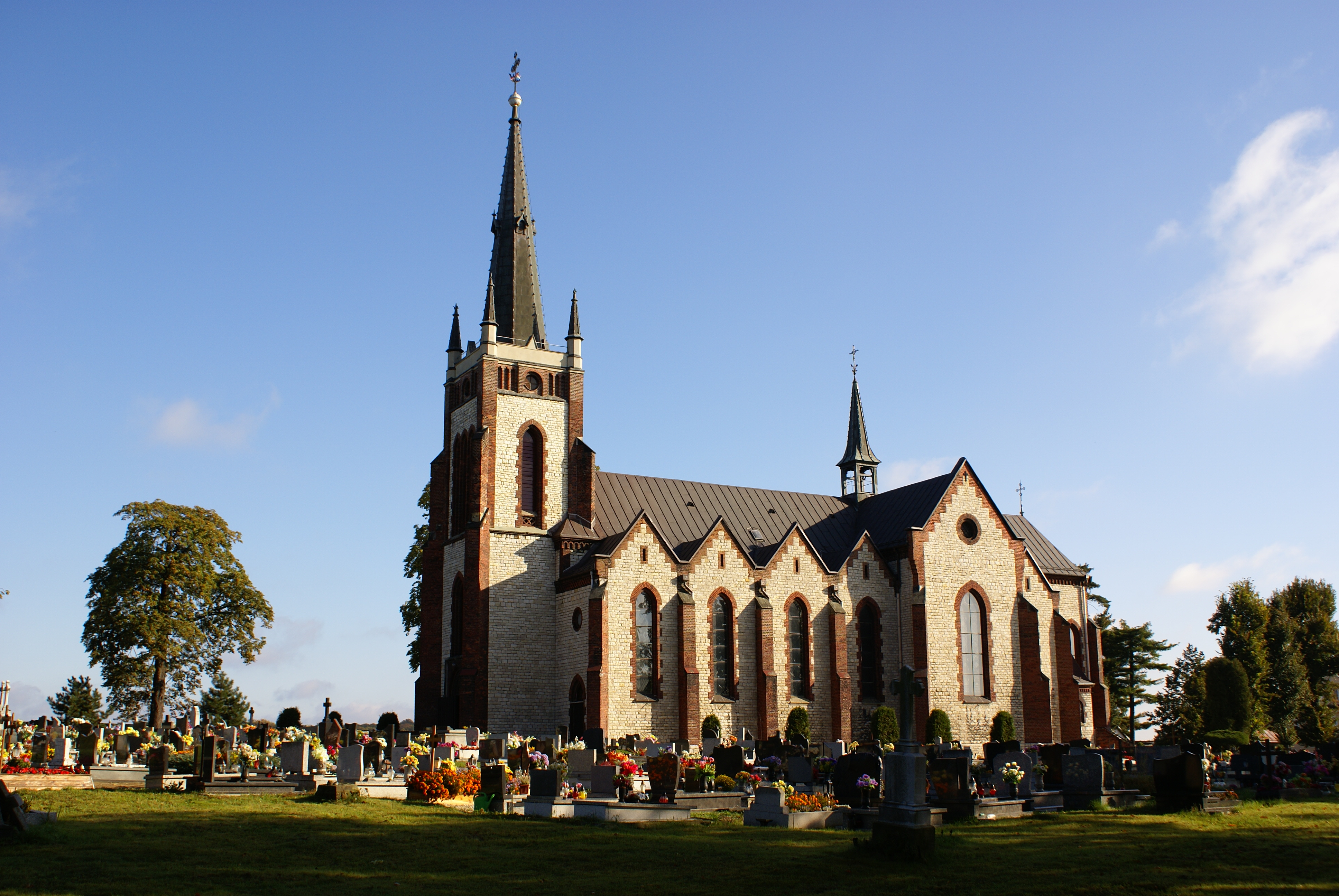
Kościół św. Mikołaja w Reptach Śląskich

Na zachodnim skraju dzielnicy i miasta, tuż przy granicy z Ptakowicami znajduje się kościół pw. św. Mikołaja, wzniesiony w latach 1867–1871 w miejscu dawnej, XIII- lub XIV-wiecznej repeckiej świątyni, wpisany do rejestru zabytków (nr rej. A/340/11 z 27 maja 2011 roku).

## Transport

### Transport drogowy
Główną drogą przebiegającą przez dzielnicę Repty Śląskie jest ulica Gliwicka, stanowiąca część drogi krajowej nr 78. Krzyżują się z nią drogi powiatowe klasy Z powiatu tarnogórskiego: biegnąca na wschód ku kolonii Segiet i rezerwatowi Segiet ulica Stefana Żeromskiego (droga nr 3305S) oraz kierująca się na zachód w stronę Ptakowic ul. Wincentego Witosa (droga nr 3221S), od której odchodzi ulica Repecka (droga nr 3306S), łącząca Repty ze Starymi Tarnowicami.

### Komunikacja miejska

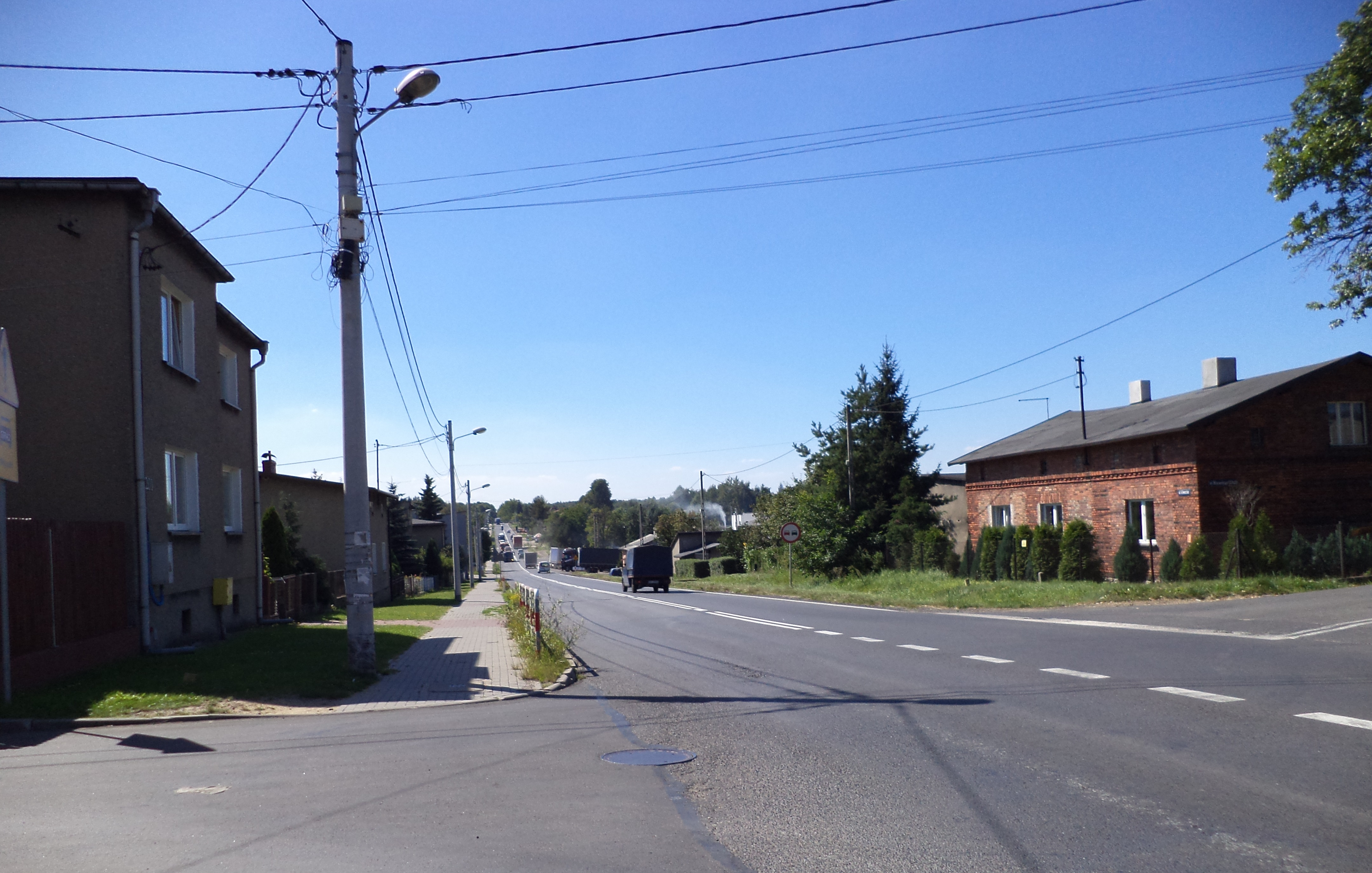
Ulica Gliwicka w Nowych Reptach. Widok w kierunku południowym

Publiczny transport zbiorowy na terenie dzielnicy obejmuje przewozy autobusowe, których organizatorem od 1 stycznia 2019 jest Zarząd Transportu Metropolitalnego.
W granicach administracyjnych dzielnicy znajdują się przystanki: Repty Śląskie Długa i Repty Śląskie Skowronków (przy ul. Gliwickiej), Repty Śląskie Rezerwat Segiet i Repty Śląskie Piekarnia (przy ul. Stanisława Staszica), Repty Śląskie Boisko (przy ul. Myśliwskiej), Repty Śląskie Sztolnia (przy ul. Repeckiej), Repty Śląskie Jaworowa nż, Repty Śląskie Waliski nż i Repty Śląskie Witosa przy ulicach o odpowiadających im nazwach oraz Stare Tarnowice GCR przy Górnośląskim Centrum Rehabilitacji.
Według stanu z marca 2024 przez Repty Śląskie przejeżdżają i zatrzymują się autobusy kursujące na liniach:
- M14 (Gliwice Centrum Przesiadkowe – Tarnowskie Góry Dworzec – Pyrzowice Port Lotniczy (Katowice Airport) – Siedliska Cargo),
- 83 (Tarnowskie Góry Dworzec – Rokitnica Pętla – Zabrze Goethego),
- 112 (Tarnowskie Góry Dworzec – Gliwice Centrum Przesiadkowe),
- 135 (Bytom Dworzec – Stare Tarnowice GCR),
- 289 (Tarnowskie Góry Dworzec – Repty Śląskie Witosa),
- 735 (Bytom Dworzec – Tarnowskie Góry Dworzec),
- 749 (Tarnowskie Góry Plac Zembali – Stare Tarnowice GCR),

a także autobusy linii 3, 142, 614 i 780 dojeżdżające do znajdującego się w granicach Rept Śląskich przystanku Stare Tarnowice GCR.
W przeszłości istniały plany przedłużenia linii tramwajowej ze Stolarzowic przez Repty do Tarnowskich Gór. Nigdy jednak nie zostały zrealizowane.

## Sport
W dzielnicy działa klub piłkarski LKS Zgoda Repty Śląskie z siedzibą przy ulicy Stanisława Staszica 83. Zespół w sezonie 2019/2020 grał w rozgrywkach śląskiej B-klasy w grupie Bytom II.

## Ludzie urodzeni w miejscowości
W Reptach w 1911 roku urodził się Bernard Drzyzga – oficer Wojska Polskiego, Armii Krajowej i Polskich Sił Zbrojnych na Zachodzie.